# Corrientes (tỉnh)
Corrientes là một tỉnh nằm ở đông bắc Argentina, thuộc vùng Mesopotamia. Tỉnh này giáp ranh với: các tỉnh Ñeembucú, Misiones, Itapúa của Paraguay, tỉnh Misiones, bang Rio Grande do Sul của Brasil, tỉnh Artigas của Uruguay và các tỉnh Entre Rios, Santa Fe và Chaco.

## Liên kết
- (tiếng Tây Ban Nha) Official site
- (tiếng Tây Ban Nha) History
- Esteros del Iberá (in English and Spanish)
- (tiếng Tây Ban Nha) Corrientes Info Lưu trữ ngày 8 tháng 5 năm 2003 tại Wayback Machine
- Pictures of Corrientes Lưu trữ ngày 9 tháng 8 năm 2010 tại Wayback Machine